# Pixibog
En pixibog er en billedbog for børn i et lille format. Den har sin oprindelse i 1953, hvor Illustrationsforlaget med Per Carlsen udstillede en "Pixi-bog" på en messe i Frankfurt. Carlsen havde fået ideen fra USA, hvor en "pixie" er en lille skovtrold eller alf.
1959 skiftede man fra hardcover til hæftede udgaver. Et "pixi-format" er nu 10 x 10 cm.
I dag, bliver ordet "pixi" brugt i mange forbindelser, når noget er småt eller egnet til småbørn, er det ikke unormalt at omtale det som "pixi størrelse".